# 南都夜曲
『南都夜曲』（なんとやきょく、ラムトーヤーキク、台湾語白話字：Lâm-to͘ Iā-khek）は、1939年に発表された台湾語の民謡であり、作詞者は陳達儒、作曲者は雪蘭（郭玉蘭）である。「南都」とは台南府城の雅称であるが、発表時の題名は『南京夜曲』（台湾語：Lâm-kiaⁿ Iā-khek）であった。戦後にタイトルと歌詞を現在のものに変更された。

## 解説
歌詞は恋した客に振られた台南の遊女が失恋の哀愁を嘆く模様を描くものであり、安平港・延平路など台南の風物も取り入れられた。ただし、これら風物はもともと秦淮河・紫金山など南京のものであり、1964年ごろに台南出身の音楽家・郭一男により現在のものに変更されたが、台南のものに書き換えた理由はまだ謎のままである。一説によると、国共内戦で敗れた蔣介石政権が台湾に撤退した後、この歌詞は中華民国政府に対する風刺だと見なされ、修正を余儀なくなった。